# Горни-Радковци
Горни-Радковци (болг. Горни Радковци) — село в Болгарии. Находится в Габровской области, входит в общину Трявна. Население составляет 3 человека.

## Политическая ситуация
В местном кметстве Плачковци, в состав которого входит Горни-Радковци, должность кмета (старосты) исполняет Стефан  Цанев Петров (коалиция в составе 2 партий: Болгарский земледельческий народный союз (БЗНС), Демократическая партия (ДП)) по результатам выборов.
Кмет (мэр) общины Трявна — Драгомир Иванов Николов (независимый) по результатам выборов.